# Dash Shaw
Dash Shaw es un artista escritor/dibujante de cómics y animador de Estados Unidos. Es el autor de las novelas gráficas Love Eats Brains publicada por Odd God Press, GardenHead publicada por Meathaus, The Mother's Mouth publicada por Alternative Comics, Bottomless Belly Button publicada por Fantagraphics, y BodyWorld publicada por Pantheon Books.
Los cómics de historias cortas de Shaw han aparecido en muchas diferentes antologías, periódicos y revistas. Sus historias cortas de viñetas cuadradas fueron reunidas en el libro de 2005 GoddessHead publicado por Hidden Agenda Press. Sus cómics son conocidos por su énfasis en lo emocional, una lógica lírica y un diseño innovador. Fue nombrado como uno de los 10 mejores artistas para echar un vistazo en la "Small Press Expo" de 2002 cuando tenía 19 años. También escribió letras y tocó con James Blanca en la extraña banda de pop Love Eats Brains! y ha coescrito y actuado en varios proyectos de cortos. 

## Juventud
Shaw estudió en la Escuela de Artes visuales de Manhattan.

## Carrera profesional
Durante universitario y desde entonces, Shaw ha publicado historias cortas de arte secuencial en varias publicaciones de Estados Unidos y del extranjero, y numerosas ilustraciones de revistas. Amy Taubin de la Film Comment magazine escribe:
Los cómics de Dash Shaw son osados, tiernos e inteligentes.  Los dibujos y los textos de Shaw convierten la página en blanco en un amigo imaginario — un álter ego entre el cual él y el lector pueden proyectar e intentar sacar sentido de las peligrosas, contradictorias, consumidoras fantasías e ideas sobre la vida (especialmente esa loca cosa llamada amor) y su representación. Los cómics y las películas tienen mucho en común, pero pocas películas son tan inspiradas y intimas como  'Goddess Head'.
Ombligo Sin Fondo de Shaw fue publicado por Fantagraphics en junio de 2008. Su webcomic BodyWorld fue comprado por Pantheon Books y publicado en un solo volumen impreso en abril de 2010.
Bottomless, una exposición de los dibujos originales de Shaw, guiones gráficos, revestimiento de fondos a color y una vídeo animación nueva, estaban en exhibición en el centro de John Hope Franklin de la Universidad de Duke desde el 25 de septiembre hasta el 31 de octubre de 2008.
Más tarde, 2009 vio The Unclothed Man In the 35th Century A.D., una colección de los cuentos anteriormente publicados en MOME, junto con varias páginas de storyboards y otros ephemera de sus cortos animados para IFC.

## Técnica y materiales
Shaw emplea una combinación de dibujo a mano, técnicas de animación y Photoshop para producir su arte. Shaw empezó trabajando encima de hojas de acetato mientras estudiaba en la Escuela de Artes visuales. Apuntando a cómics pre-Photoshop que eran coloreados vía celuloide claro conteniendo el lineart negro, debajo del cual sería colocado un tablero con los colores pintados, Shaw explica que tomó este proceso y lo combinó con el estilo con el cual la animación usa el celuloide, en el que las partes de atrás de los acetatos están pintadas con gouache y puestos sobre un fondo pintado, además de separaciones de color donde el lineart es usado para marcar los colores diferentes. Además de utilizar medios de dibujo a mano como plumín de pluma de ave, lápices de colores, y rotuladores, Shaw incorpora collage, Photoshop, y pintar directamente sobre fotocopias, aunque no trabaja con una capa de lineart separada, prefiriendo tratar negro como sencillamente otro color, y no un elemento separado o más importante. En BodyWorld, por ejemplo, Shaw hace las separaciones de color a mano, utilizó la herramienta del cubo de pintura de Photoshop para colorear las formas, y entonces lo imprimió y pintó sobre la fotocopia antes de escanearlo otra vez y hacer ajustes en Photoshop para conseguir el arte final.
Shaw explica que su motivo clave es combinar lo que le gusta del dibujo a mano con los procesos disponibles en Photoshop. Ha declarado que no posee una tableta gráfica, y que su conocimiento real de Photoshop es limitado comparado con la mayoría de coloristas mainstream quiénes confían en photoshop exclusivamente, explicando, "esa coloración me deja frío."